# Бейлі Пікок-Фаррелл
Бейлі Пікок-Фаррелл (англ. Bailey Peacock-Farrell, нар. 29 жовтня 1996, Дарлінгтон) — північноірландський футболіст, воротар англійського клубу «Бернлі». На правах оренди виступає у складі клубу «Шеффілд Венсдей».

## Клубна кар'єра
Народився 29 жовтня 1996 року в місті Дарлінгтон. Вихованець юнацьких команд футбольних клубів «Мідлсбро» та «Лідс Юнайтед».
У дорослому футболі дебютував 2015 року виступами за команду «Лідс Юнайтед», у якій провів два сезони, взявши участь в одному матчі чемпіонату. 
Протягом частини 2017 року захищав кольори клубу «Йорк Сіті» на правах оренди, після чого повернувся до команди з Лідса, де відіграв ще два сезони своєї ігрової кар'єри.
До складу клубу «Бернлі» приєднався 2019 року. Станом на 27 липня 2021 року відіграв за клуб з Бернлі 4 матчі в національному чемпіонаті.
27 липня 2021 року Пікок-Фаррелл приєдналася до «Шеффілд Венсдей» на правах сезонної оренди.

## Виступи за збірні
У 2018 році залучався до складу молодіжної збірної Північної Ірландії. На молодіжному рівні зіграв в одному офіційному матчі.
Того ж року дебютував в офіційних матчах у складі національної збірної Північної Ірландії.
| Дата       | Місто                  | Господарі            | Результат               | Гості                | Турнір                               | Голи | Примітки |
| ---------- | ---------------------- | -------------------- | ----------------------- | -------------------- | ------------------------------------ | ---- | -------- |
| 29-5-2018  | Панама                 | Панама               | 0 – 0                   | Північна Ірландія    | товариський матч                     | -    | 46'      |
| 8-9-2018   | Белфаст                | Північна Ірландія    | 1 – 2                   | Боснія і Герцеговина | Ліга націй УЄФА 2018-2019 - 1-й етап | -2   |          |
| 12-10-2018 | Відень                 | Австрія              | 1 – 0                   | Північна Ірландія    | Ліга націй УЄФА 2018-2019 - 1-й етап | -1   |          |
| 15-10-2018 | Сараєво                | Боснія і Герцеговина | 2 – 0                   | Північна Ірландія    | Ліга націй УЄФА 2018-2019 - 1-й етап | -2   |          |
| 15-11-2018 | Дублін                 | Ірландія             | 0 – 0                   | Північна Ірландія    | товариський матч                     | -    |          |
| 21-3-2019  | Белфаст                | Північна Ірландія    | 2 – 0                   | Естонія              | Відбір до ЧЄ 2020                    | -    |          |
| 24-3-2019  | Белфаст                | Північна Ірландія    | 2 – 1                   | Білорусь             | Відбір до ЧЄ 2020                    | -1   |          |
| 8-6-2019   | Таллінн                | Естонія              | 1 – 2                   | Північна Ірландія    | Відбір до ЧЄ 2020                    | -1   |          |
| 11-6-2019  | Борисов (місто)        | Білорусь             | 0 – 1                   | Північна Ірландія    | Відбір до ЧЄ 2020                    | -    |          |
| 5-9-2019   | Белфаст                | Північна Ірландія    | 1 – 0                   | Люксембург           | товариський матч                     | -    | 67'      |
| 9-9-2019   | Белфаст                | Північна Ірландія    | 0 – 2                   | Німеччина            | Відбір до ЧЄ 2020                    | -2   |          |
| 10-10-2019 | Роттердам              | Нідерланди           | 3 – 1                   | Північна Ірландія    | Відбір до ЧЄ 2020                    | -    | 53'      |
| 16-11-2019 | Белфаст                | Північна Ірландія    | 0 – 0                   | Нідерланди           | Відбір до ЧЄ 2020                    | -    |          |
| 19-11-2019 | Франкфурт-на-Майні     | Німеччина            | 6 – 1                   | Північна Ірландія    | Відбір до ЧЄ 2020                    | -6   |          |
| 4-9-2020   | Бухарест               | Румунія              | 1 – 1                   | Північна Ірландія    | Ліга націй УЄФА 2020-2021 - 1-й етап | -1   |          |
| 7-9-2020   | Белфаст                | Північна Ірландія    | 1 – 5                   | Норвегія             | Ліга націй УЄФА 2020-2021 - 1-й етап | -5   |          |
| 8-10-2020  | Сараєво                | Боснія і Герцеговина | 1 – 1 д.ч. (3 – 4 п.п.) | Північна Ірландія    | Відбір до ЧЄ 2020                    | -1   |          |
| 12-11-2020 | Белфаст                | Північна Ірландія    | 1 – 2 д.ч.              | Словаччина           | Відбір до ЧЄ 2020                    | -2   |          |
| 18-11-2020 | Белфаст                | Північна Ірландія    | 1 – 1                   | Румунія              | Ліга націй УЄФА 2020-2021 - 1-й етап | -1   |          |
| 25-3-2021  | Парма                  | Італія               | 2 – 0                   | Північна Ірландія    | Відбір до ЧС 2022                    | -2   |          |
| 31-3-2021  | Белфаст                | Північна Ірландія    | 0 – 0                   | Болгарія             | Відбір до ЧС 2022                    | -    |          |
| 30-5-2021  | Клагенфурт-ам-Вертерзе | Північна Ірландія    | 3 – 0                   | Мальта               | товариський матч                     | -    |          |
| 3-6-2021   | Дніпро                 | Україна              | 1 – 0                   | Північна Ірландія    | товариський матч                     | -    |          |
| Усього     |                        | Матчів               | 23                      |                      | Голів                                | -28  |          |